# West Liberty (Kentucky)
West Liberty város az Amerikai Egyesült Államok Kentucky államában, Morgan megyében, melynek megyeszékhelye is. Lakosainak száma 3215 fő (2020. április 1.).

## Népesség
A település népességének változása:

| 2010 | 3 435 |
| 2020 | 3 215 |